# Marcus Landry
Marcus Landry, né le 1er novembre 1985, à Milwaukee, au Wisconsin, est un joueur américain de basket-ball. Il évolue au poste d'ailier. Il est le frère de Carl Landry.

## Palmarès
- Vainqueur du Three-Point Shootout du NBA Development League All-Star Game 2013
- MVP du championnat d'Italie 2017
- Meilleur marqueur du championnat d'Italie 2017